# Campeonato Panamericano de Judo de 1999
El XXIV Campeonato Panamericano de Judo se celebró en Montevideo (Uruguay) entre el 12 y el 14 de noviembre de 1999 bajo la organización de la Unión Panamericana de Judo.
En total se disputaron dieciséis pruebas diferentes, ocho masculinas y ocho femeninas.

## Resultados

### Masculino
| Evento  | Oro                                           | Plata                        | Bronce                                                                  |
| ------- | --------------------------------------------- | ---------------------------- | ----------------------------------------------------------------------- |
| –55 kg  | Juan Bautista · República Dominicana          | Hiram Cruz Puerto Rico       | Norton Yamane · Brasil · Hermilo Suárez · México                        |
| –60 kg  | Emiliano Sosa Argentina                       | Daniel Garcez · Brasil       | Brandan Greczkowski · Estados Unidos · Derlly Vásquez Bernal · Perú     |
| –66 kg  | Henrique Guimarães · Brasil                   | Alex Ottiano Estados Unidos  | Miguel Ángel Moreno · El Salvador · Ludwig Ortiz · Venezuela            |
| –73 kg  | Eduardo Manglés · Venezuela                   | Ernst Laraque Haití          | Sérgio Souza Oliveira · Brasil · Germán Velazco Correa · Perú           |
| –81 kg  | Flávio Canto · Brasil                         | Ariel Sganga Argentina       | Rick Hawn · Estados Unidos · Daniel Insúa · Venezuela                   |
| –90 kg  | José Vicbart Geraldino · República Dominicana | Marcel Aragão · Brasil       | Gabriel Lama · Chile · Diego Rosati · Argentina                         |
| –100 kg | Frank Vidal · Cuba                            | Ato Hand Estados Unidos      | Juan Geraldino · Colombia · Alex Matos · Brasil                         |
| +100 kg | Douglas Cardozo · Venezuela                   | Fernando Figueiredo · Brasil | Rigoberto Trujillo · Cuba · José Eugenio Vásquez · República Dominicana |

### Femenino
| Evento | Oro                                 | Plata                        | Bronce                                                                |
| ------ | ----------------------------------- | ---------------------------- | --------------------------------------------------------------------- |
| –44 kg | Leida Anzola · Venezuela            | Magali Cerón · México        | María Sosa · Uruguay                                                  |
| –48 kg | Daniela Polzin · Brasil             | Carolyne Lepage · Canadá     | Juliana Rodríguez · Ecuador · Roselys Guacarán · Venezuela            |
| –52 kg | Hillary Wolf Estados Unidos         | Kátia Maia · Brasil          | Rubenia Castro · El Salvador · Jackelin Díaz · Venezuela              |
| –57 kg | Ellen Bernice Wilson Estados Unidos | Alicia Herrera · Venezuela   | Tânia Ferreira · Brasil · Brigitte Lastrade · Canadá                  |
| –63 kg | Sophie Roberge · Canadá             | Daniela Krukower Argentina   | Eleucadia Vargas · República Dominicana · Rudymar Fleming · Venezuela |
| –70 kg | Xiomara Griffith · Venezuela        | Sandra Bacher Estados Unidos | Marie-Hélène Chisholm · Canadá · Denise Oliveira · Brasil             |
| –78 kg | Marianela Astudillo · Venezuela     | Kimberly Ribble · Canadá     | Silvana Filippi Argentina Amy Tong Estados Unidos                     |
| +78 kg | Jacynthe Maloney · Canadá           | Carmen Chalá · Ecuador       | Priscila Marques · Brasil · Estela Riley · Panamá                     |

## Medallero
| Núm. | País                 | Oro | Plata | Bronce | Total |
| ---- | -------------------- | --- | ----- | ------ | ----- |
| 1    | Venezuela            | 5   | 1     | 5      | 11    |
| 2    | Brasil               | 3   | 4     | 6      | 13    |
| 3    | Estados Unidos       | 2   | 3     | 3      | 8     |
| 4    | Canadá               | 2   | 2     | 2      | 6     |
| 5    | República Dominicana | 2   | 0     | 2      | 4     |
| 6    | Argentina            | 1   | 2     | 2      | 5     |
| 7    | Cuba                 | 1   | 0     | 1      | 2     |
| 8    | México               | 0   | 1     | 1      | 2     |
| 8    | Ecuador              | 0   | 1     | 1      | 2     |
| 10   | Haití                | 0   | 1     | 0      | 1     |
| 10   | Puerto Rico          | 0   | 1     | 0      | 1     |
| 12   | El Salvador          | 0   | 0     | 2      | 2     |
| 12   | Perú                 | 0   | 0     | 2      | 2     |
| 14   | Chile                | 0   | 0     | 1      | 1     |
| 14   | Colombia             | 0   | 0     | 1      | 1     |
| 14   | Panamá               | 0   | 0     | 1      | 1     |
| 14   | Uruguay              | 0   | 0     | 1      | 1     |
|      | TOTAL                | 16  | 16    | 31     | 63    |